# Tour dei Cascada
Qui di seguito c'è una lista dei tour del gruppo musicale tedesco Cascada, tutti i tour si sono svolti nei confini della Gran Bretagna.

## Everytime We Touch Tour
L'Everytime We Touch Tour è stato il primo tour britannico dei Cascada. Il concerto di Loughborough fu cancellato prima dell'inizio del tour per ragioni sconosciute.

### Scaletta
1. Introduzione dei Ballerini
2. Bad Boy
3. A Neverending Dream
4. Miracle
5. Ready for Love
6. Truly, Madly, Deeply
7. Love Again
8. Everytime We Touch (Yanou's Candlelight Mix)
9. How Do You Do!
10. Because the Night
11. What Do You Want from Me?
12. Another You
13. Everytime We Touch (a cappella)
14. Everytime We Touch

Encore
1. Medley:
  1. Everytime We Touch
  2. Truly, Madly, Deeply
  3. Miracle

### Date
| Regno Unito       |            |             |                                    |
| 25 settembre 2007 | Aberdeen   | Scozia      | Music Hall Aberdeen                |
| 26 settembre 2007 | Glasgow    | Scozia      | O2 Academy Glasgow                 |
| 28 settembre 2007 | Newcastle  | Inghilterra | O2 Academy Newcastle               |
| 29 settembre 2007 | Birmingham | Inghilterra | O2 Academy Birmingham              |
| 30 settembre 2007 | Norwich    | Inghilterra | University of East Anglia          |
| 3 ottobre 2007    | Preston    | Inghilterra | Preston Guildhall                  |
| 4 ottobre 2007    | Cardiff    | Galles      | Cardiff University Students' Union |
| 5 ottobre 2007    | Manchester | Inghilterra | O2 Apollo Manchester               |
| 6 ottobre 2007    | Liverpool  | Inghilterra | O2 Academy Liverpool               |
| 7 ottobre 2007    | Sheffield  | Inghilterra | Octagon Centre                     |

## Clubland Live Tour #1
Il Clubland Live Tour #1 è stato un tour al quale hanno preso parte diversi artisti, tra tanti, erano presenti anche i Cascada, che avevano il ruolo di headliner.
Nell videoclip del singolo Because the Night, sono presenti dei richiami agli show di questo tour.

### Scaletta
1. Introduzione dei Ballerini
2. Miracle
3. Who Do You Think You Are?
4. Runaway
5. Truly, Madly, Deeply
6. How Do You Do!
7. Everytime We Touch (half candlelight mix/radio edit)
8. Perfect Day
9. What Do You Want from Me?
10. Because the Night

Encore
1. What Hurts the Most

### Date
| Regno Unito   |            |                  |                               |
| 6 marzo 2008  | Belfast    | Irlanda del Nord | Odyssey Arena                 |
| 7 marzo 2008  | Aberdeen   | Scozia           | AECC                          |
| 8 marzo 2008  | Newcastle  | Inghilterra      | Metro Radio Arena             |
| 12 marzo 2008 | Londra     | Inghilterra      | Hammersmith Apollo            |
| 13 marzo 2008 | Birmingham | Inghilterra      | National Indoor Arena         |
| 14 marzo 2008 | Manchester | Inghilterra      | Manchester Evening News Arena |
| 15 marzo 2008 | Glasgow    | Scozia           | SECC                          |

Lo show di Manchester fu registrato ed alcune parti dello spettacolo furono usate per il video di Because the Night.

## Perfect Day Tour
Il Perfect Day Tour è stato il secondo tour britannico da solista del gruppo tedesco Cascada.

### Scaletta
1. Introduzione dei Ballerini/Drum Connection
2. Miracle
3. Bad Boy
4. Who Do You Think You Are?
5. Truly, Madly, Deeply
6. Runaway
7. Perfect Day
8. Everytime We Touch (Yanou's Candlelight Mix)
9. Can't Stop the Rain
10. Ready for Love
11. Love Again
12. Faded
13. Dream on, Dreamer
14. Could It Be You?
15. How Do You Do!
16. What Do You Want from Me?
17. Because the Night
18. Everytime We Touch

Encore
1. What Hurts the Most

### Date
| Regno Unito      |            |             |                         |
| 24 ottobre 2008  | Birmingham | Inghilterra | O2 Academy Birmingham   |
| 25 ottobre 2008  | Swindon    | Inghilterra | Oasis Leisure Centre    |
| 26 ottobre 2008  | Newcastle  | Inghilterra | O2 Academy Newcastle    |
| 28 ottobre 2008  | Edimburgo  | Scozia      | Edinburgh Corn Exchange |
| 29 ottobre 2008  | Glasgow    | Scozia      | O2 Academy Glasgow      |
| 30 ottobre 2008  | Leeds      | Inghilterra | O2 Academy Leeds        |
| 31 ottobre 2008  | Manchester | Inghilterra | O2 Apollo Manchester    |
| 1º novembre 2008 | Sheffield  | Inghilterra | O2 Academy Sheffield    |
| 3 novembre 2008  | Derby      | Inghilterra | Derby Assembly Rooms    |
| 4 novembre 2008  | Londra     | Inghilterra | Shepherds Bush Empire   |

## Clubland Live Tour #3
Cascada è stato il primo gruppo confermato per la partecipazione al Clubland Live Tour #3. Oltre al gruppo tedesco parteciparono altri artisti tra cui N-Dubz, Agnes e parecchi DJ o musicisti dance.

### Scaletta
1. Introduzione Video
2. Ready or Not (a volte sostituita da Perfect Day)
3. Medley:
  1. Miracle
  2. Truly, Madly, Deeply
4. Dangerous
5. Fever
6. Evacuate the Dancefloor
7. Everytime We Touch
8. Runaway
9. What Hurts the Most

Encore
1. Because the Night

### Date
| Regno Unito e Irlanda |            |                  |                               |
| 26 novembre 2009      | Glasgow    | Scozia           | SECC                          |
| 27 novembre 2009      | Aberdeen   | Scozia           | AECC                          |
| 28 novembre 2009      | Newcastle  | Inghilterra      | Metro Radio Arena             |
| 29 novembre 2009      | Sheffield  | Inghilterra      | Sheffield Arena               |
| 1º dicembre 2009      | Dublino    | Irlanda          | O2 Dublin                     |
| 2 dicembre 2009       | Belfast    | Irlanda del Nord | Odyssey Arena                 |
| 4 dicembre 2009       | Manchester | Inghilterra      | Manchester Evening News Arena |
| 5 dicembre 2009       | Londra     | Inghilterra      | Hammersmith Apollo            |
| 6 dicembre 2009       | Birmingham | Inghilterra      | National Indoor Arena         |